# Trichoncoides pilosus
Trichoncoides pilosus är en spindelart som beskrevs av Denis 1950. Trichoncoides pilosus ingår i släktet Trichoncoides och familjen täckvävarspindlar.
Artens utbredningsområde är Frankrike. Inga underarter finns listade i Catalogue of Life.